# Anton Dombrowski
Anton Siemionowicz Dombrowski, ros. Антон Семенович Домбровский (ur. 26 listopada 1889 w Usmaniu, zm. 24 sierpnia 1938 w Warszawie) – rosyjski, a następnie emigracyjny dziennikarz, publicysta, pisarz
Ukończył szkołę realną w Woroneżu, a następnie w Moskwie. Na pocz. lat 90. XIX wieku był reporterem gazet moskiewskich. Prowadził też działalność biblioteczną. Po wybuchu I wojny światowej został zmobilizowany do armii rosyjskiej. W latach 1920–1921 był represjonowany przez bolszewików. W 1922 wyjechał do Polski, gdzie zamieszkał w Milanówku. Pracował w redakcji pisma „Za swobodu!”, zaś od 1932 „Mołwa”. Przez pewien czas pełnił funkcję redaktora-wydawcy. Ponadto pisał artykuły do czasopisma literackiego „Miecz”. Był też autorem opowiadań. Współpracował z berlińskimi pismami emigracyjnymi „Słowo” i „Nowoje słowo”. Był członkiem Związku Rosyjskich Pisarzy i Dziennikarzy w Polsce. W 1937 w Tallinnie opublikowano jego powieść pt. „Iwan Kalużnyj”.